# Elisabetta Marchioni
Elisabetta Marchioni, a volte ortografato Marchionni (Rovigo, XVII secolo – Rovigo, XVIII secolo), è stata una pittrice italiana.

## Biografia

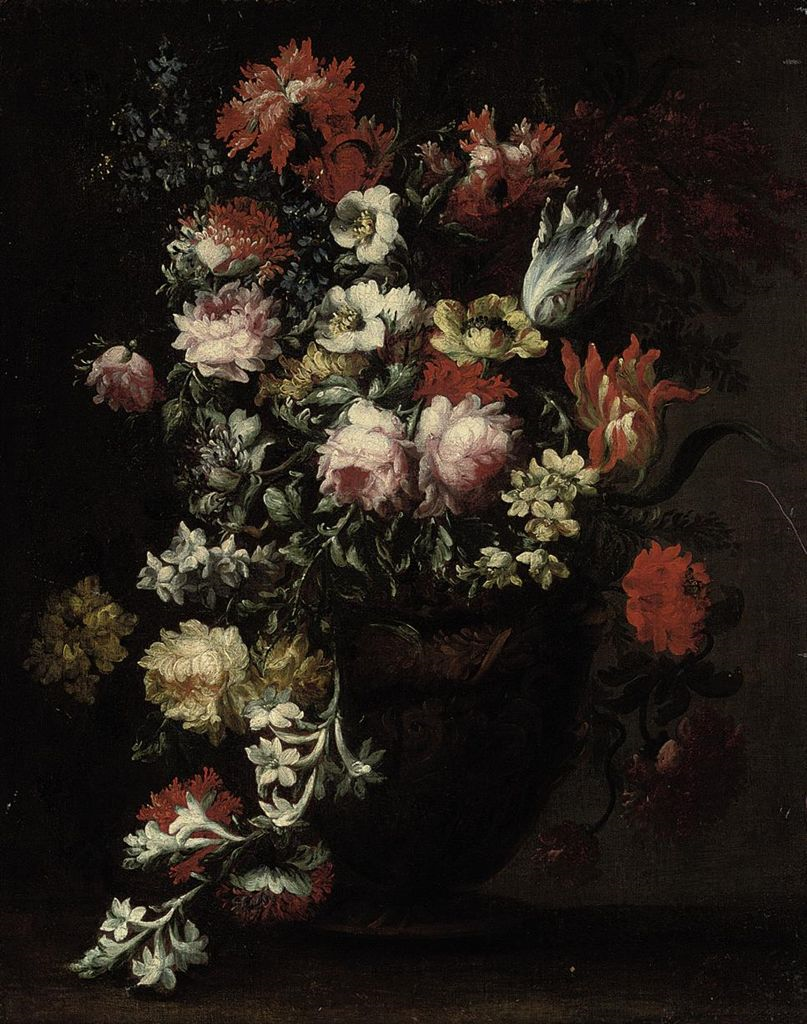
Elisabetta Marchioni, Natura morta

In mancanza di una precisa ed esauriente documentazione, si ritiene che il cognome Marchioni (o Marchionni) fosse quello del marito Sante Marchioni, di professione orafo, che aveva la bottega a Rovigo. Il primo a citare Elisabetta Marchioni fu l'attore e commediografo bolognese Francesco Saverio Bartoli (1745-1806)  che lasciò scritto nel 1793 di avere una libreria a Rovigo, di sapere che la pittrice era morta intorno all'anno 1700, che per la sua arte era stimata nella sua città natale e che aveva dipinto un gran numero di opere che erano in mano a suoi concittadini.
La pittrice creava fantasie floreali, imitando il gusto di Francesco Guardi: vasi, cesti in vimini, larghi bacili con fragili, ma lussureggianti cascate di foglie e di fiori, accostati in delicate cromie, su fondo rossastro scuro, appena illuminato dalla luce di un cielo, più intuito che visibile. Talvolta confusa con Margherita Caffi, Elisabetta Marchioni si caratterizzava perché poggiava i suoi vasi su piani diversi, in modo da far ricadere in morbidezza le decorazioni floreali - rose, narcisi, campanule e garofani - disposti in piena libertà. Erano fiori non copiati dal vero e dai petali aperti, quasi sfatti.
Molti suoi dipinti, a lungo ritenuti di incerta attribuzione, sono stati a lei attribuiti dalla recente critica. Donò un paliotto floreale, realizzato con tocco leggero e luminoso, alla Chiesa dei Cappuccini di Rovigo e oggi è visibile alla Pinacoteca dell'Accademia dei Concordi di Rovigo. A Vicenza, alla Pinacoteca di Palazzo Chiericati, si conservano due suoi dipinti con composizioni di fiori, eseguiti en pendent, che sono entrati nella raccolta del Museo civico ai primi anni del Novecento. Sue opere sono anche a Palazzo Crepadona a Belluno e al Museo civico Amedeo Lia di La Spezia.